# Área estadística micropolitana

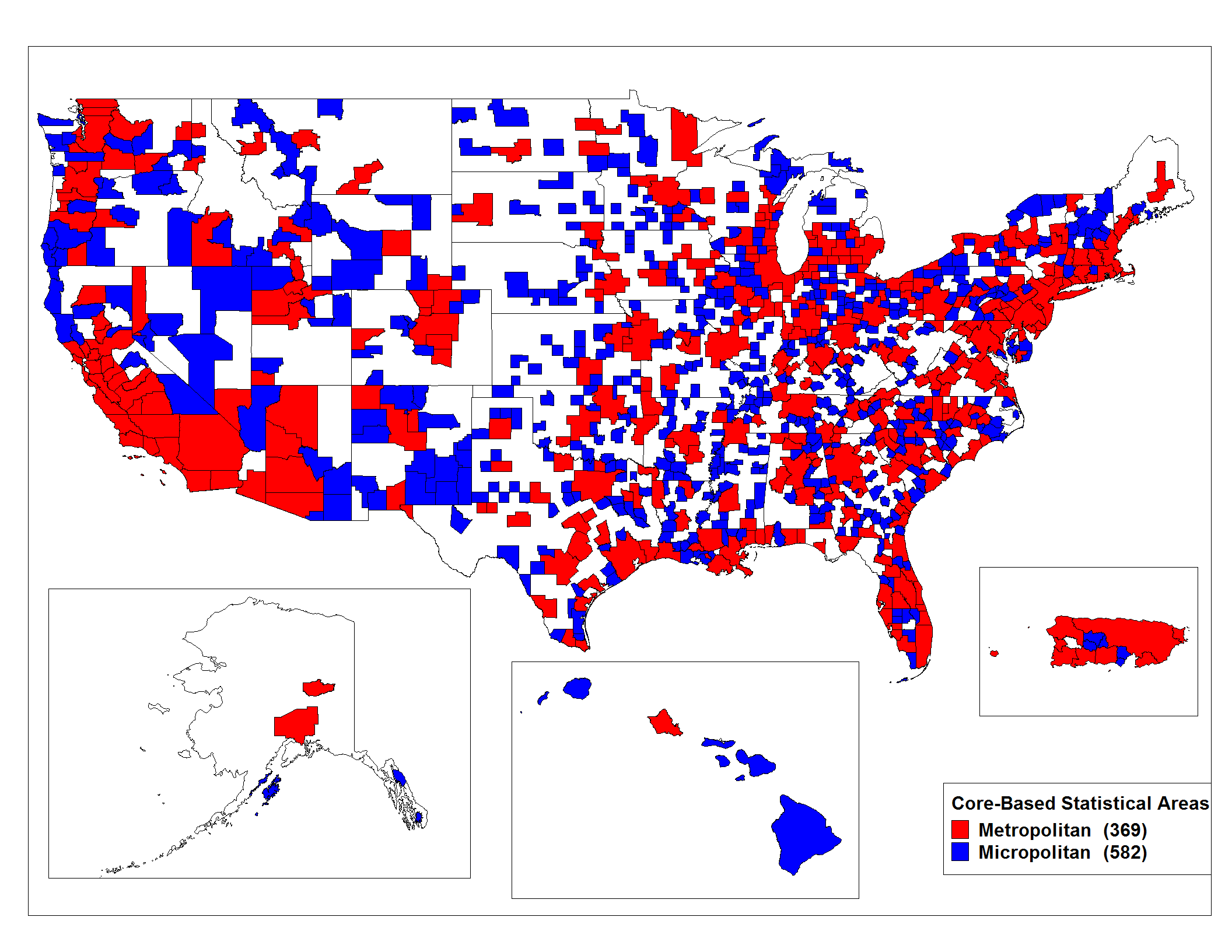
Mapa de las 366 áreas metropolitanas y 576 áreas micropolitanas de los Estados Unidos.

En los Estados Unidos un área estadística micropolitana o conocido en inglés como micropolitan statistical area (abreviado µSA, cuya inicial griega mu representa "micro-"), tal como lo define la Oficina de Administración y Presupuesto, son áreas urbanas en los Estados Unidos centradas en el núcleo de una ciudad o pueblo con una población de entre 10,000 a 49,999 habitantes. La designación de áreas micropolitanas fue creada en 2003. A diferencia de las ya conocidas áreas metropolitanas, un área micropolitana es una entidad geográfica usada para propósitos estadísticos basados en uno o varios condados y equivalentes a condados. La OMB ha definido 577 áreas micropolitanas.
El término "micropolitano" fue creado por el autor G. Scott Thomas para un artículo en 1989 en la revista American Demographics y fue expandido en su libro de 1990, The Rating Guide to Life in America's Small Cities.  Obtuvo atención en los años 1990s al describir la creciente población en los centros urbanos de los Estados Unidos y que son eliminados de las grandes ciudades, en algunos casos para crear las áreas micropolitanas se removieron hasta 100 millas (160 km) de sus superficies o más. El bajo costo de los terrenos llevó a las áreas micropolitanas a desarrollar nuevas subdivisiones y urbanizaciones similar a la de las  áreas metropolitanas más grandes.
Las áreas micropolitanas no tienen el poder ni político, económico ni importancia que las grandes ciudades, pero si tienden a ser pequeños núcleos importantes de sus respectivas área micropolitanas al atraer trabajadores. Debido a que las áreas micropolitanas son basadas en la población de un pueblo o un condado, algunas áreas micropolitanas pueden incluso sobre pasar en población a áreas metropolitanas. En el Censo de 2010 el área micropolitana más poblada de Estados Unidos era el área micropolitana de Seaford, en Delaware, con una población de 197.145 habitantes.